# Actaletidae
Actaletidae är en familj av urinsekter. Actaletidae ingår i överfamiljen Actaletoidea, ordningen hoppstjärtar, klassen urinsekter, fylumet leddjur och riket djur. Enligt Catalogue of Life omfattar familjen Actaletidae 9 arter. 
Actaletidae är enda familjen i överfamiljen Actaletoidea.
Kladogram enligt Catalogue of Life:
| Actaletidae | \| \| Actaletes \| \| \| \| \| \| Spinactaletes \| \| \| \| |
|             | \| \| Actaletes \| \| \| \| \| \| Spinactaletes \| \| \| \| |
|             | Actaletes                                                   |
|             |                                                             |
|             | Spinactaletes                                               |
|             |                                                             |